# Repêchage amateur de la LNH 1971
1970 1972
Le repêchage amateur de la Ligue nationale de hockey 1971  a eu lieu à l'hôtel Reine Élizabeth à Montréal au Québec (Canada).

## Le repêchage

### Premier tour
| Rang | Équipe LNH             | Nationalité | Joueur             | Repêché de                            |
| ---- | ---------------------- | ----------- | ------------------ | ------------------------------------- |
| 1    | Canadiens de Montréal  | Canada      | Guy Lafleur        | Remparts de Québec (LHJMQ)            |
| 2    | Red Wings de Détroit   | Canada      | Marcel Dionne      | Black Hawks de Saint Catharines (AHO) |
| 3    | Canucks de Vancouver   | Canada      | Jocelyn Guevremont | Canadien junior de Montréal (AHO)     |
| 4    | Blues de Saint-Louis   | Canada      | Gene Carr          | Bombers de Flin-Flon (WCHL)           |
| 5    | Sabres de Buffalo      | Canada      | Richard Martin     | Canadien junior de Montréal (AHO)     |
| 6    | Bruins de Boston       | Canada      | Ron Jones          | Oil Kings d'Edmonton (WCHL)           |
| 7    | Canadiens de Montréal  | Canada      | Chuck Arnason      | Bombers de Flin-Flon (WCHL)           |
| 8    | Flyers de Philadelphie | Canada      | Larry Wright       | Pats de Regina (WCHL)                 |
| 9    | Flyers de Philadelphie | Canada      | Pierre Plante      | Rangers de Drummondville (LHJMQ)      |
| 10   | Rangers de New York    | Canada      | Steve Vickers      | Marlboros de Toronto (AHO)            |
| 11   | Canadiens de Montréal  | Canada      | Murray Wilson      | 67 d'Ottawa (AHO)                     |
| 12   | Black Hawks de Chicago | Canada      | Dan Spring         | Oil Kings d'Edmonton (WCHL)           |
| 13   | Rangers de New York    | Canada      | Steve Durbano      | Marlboros de Toronto (AHO)            |
| 14   | Bruins de Boston       | Canada      | Terry O'Reilly     | Generals d'Oshawa (AHO)               |

### Deuxième tour
| Rang | Équipe LNH                    | Nationalité | Joueur         | Repêché de                             |
| ---- | ----------------------------- | ----------- | -------------- | -------------------------------------- |
| 15   | Golden Seals de la Californie | Canada      | Ken Baird      | Bombers de Flin-Flon (WCHL)            |
| 16   | Red Wings de Détroit          | États-Unis  | Henry Boucha   | Équipe nationale des États-Unis (Intl) |
| 17   | Canucks de Vancouver          | Canada      | Bobby Lalonde  | Canadien junior de Montréal (AHO)      |
| 18   | Penguins de Pittsburgh        | Canada      | Brian McKenzie | Black Hawks de Saint Catharines (AHO)  |
| 19   | Sabres de Buffalo             | Canada      | Craig Ramsay   | Petes de Peterborough (AHO)            |
| 20   | Canadiens de Montréal         | Canada      | Larry Robinson | Rangers de Kitchener (AHO)             |
| 21   | North Stars du Minnesota      | Canada      | Rod Norrish    | Pats de Regina (WCHL)                  |
| 22   | Maple Leafs de Toronto        | Canada      | Rick Kehoe     | Red Wings de Hamilton (AHO)            |
| 23   | Maple Leafs de Toronto        | Canada      | Dave Fortier   | Black Hawks de Saint Catharines (AHO)  |
| 24   | Canadiens de Montréal         | Canada      | Michel DeGuise | Éperviers de Sorel (LHJMQ)             |
| 25   | Canadiens de Montréal         | Canada      | Terry French   | 67 d'Ottawa (AHO)                      |
| 26   | Black Hawks de Chicago        | Canada      | Dave Kryskow   | Oil Kings d'Edmonton (WCHL)            |
| 27   | Rangers de New York           | Canada      | Tom Williams   | Red Wings de Hamilton (AHO)            |
| 28   | Bruins de Boston              | États-Unis  | Curt Ridley    | Terriers de Portage (LHJM)             |

### Troisième tour
| Rang | Équipe LNH                    | Nationalité | Joueur           | Repêché de                              |
| ---- | ----------------------------- | ----------- | ---------------- | --------------------------------------- |
| 29   | Golden Seals de la Californie | Canada      | Richard Leduc    | Ducs de Trois-Rivières (LHJMQ)          |
| 30   | Maple Leafs de Toronto        | Canada      | Ralph Hopiavouri | Marlboros de Toronto (AHO)              |
| 31   | Canadiens de Montréal         | Canada      | Jim Cahoon       | Fighting Sioux du Dakota du Nord (NCAA) |
| 32   | Penguins de Pittsburgh        | États-Unis  | Joe Noris        | Marlboros de Toronto (AHO)              |
| 33   | Sabres de Buffalo             | Canada      | Bill Hajt        | Blades de Saskatoon (WCHL)              |
| 34   | Kings de Los Angeles          | Canada      | Vic Venasky      | Pioneers de Denver (NCAA)               |
| 35   | North Stars du Minnesota      | Canada      | Ron Wilson       | Bombers de Flin-Flon (WCHL)             |
| 36   | Flyers de Philadelphie        | Canada      | Glen Irwin       | Bruins d'Estevan (WCHL)                 |
| 37   | Maple Leafs de Toronto        | Angleterre  | Gavin Kirk       | Marlboros de Toronto (AHO)              |
| 38   | Blues de Saint-Louis          | Canada      | John Garrett     | Petes de Peterborough (AHO)             |
| 39   | Canucks de Vancouver          | Canada      | Richard Lemieux  | Canadien junior de Montréal (AHO)       |
| 40   | Black Hawks de Chicago        | Canada      | Bob Peppler      | Black Hawks de Saint Catharines (AHO)   |
| 41   | Rangers de New York           | Canada      | Terry West       | Knights de London (AHO)                 |
| 42   | Bruins de Boston              | Canada      | Dave Bonter      | Bruins d'Estevan (WCHL)                 |

### Quatrième tour
| Rang | Équipe LNH                    | Nationalité | Joueur           | Repêché de                            |
| ---- | ----------------------------- | ----------- | ---------------- | ------------------------------------- |
| 43   | Golden Seals de la Californie | Canada      | Hartland Monahan | Canadien junior de Montréal (AHO)     |
| 44   | Red Wings de Détroit          | Canada      | George Hulme     | Black Hawks de Saint Catharines (AHO) |
| 45   | Canadiens de Montréal         | Canada      | Ed Sidebottom    | Bruins d'Estevan (WCHL)               |
| 46   | Penguins de Pittsburgh        | Canada      | Gerry Methe      | Generals d'Oshawa (AHO)               |
| 47   | Sabres de Buffalo             | Canada      | Bob Richer       | Ducs de Trois-Rivières (LHJMQ)        |
| 48   | Kings de Los Angeles          | Canada      | Neil Komadoski   | Jets de Winnipeg (WCHL)               |
| 49   | North Stars du Minnesota      | Canada      | Mike Legge       | Jets de Winnipeg (WCHL)               |
| 50   | Flyers de Philadelphie        | Canada      | Ted Scharf       | Rangers de Kitchener (AHO)            |
| 51   | Maple Leafs de Toronto        | Canada      | Rick Cunningham  | Petes de Peterborough (AHO)           |
| 52   | Blues de Saint-Louis          | Canada      | Derek Harker     | Oil Kings d'Edmonton (WCHL)           |
| 53   | Canadiens de Montréal         | Canada      | Greg Hubick      | Bulldogs de Minnesota-Duluth (NCAA)   |
| 54   | Black Hawks de Chicago        | Canada      | Clyde Simon      | Blackhawks de Saint Catharines (AHO)  |
| 55   | Rangers de New York           | Canada      | Jerry Butler     | Red Wings de Hamilton (AHO)           |
| 56   | Bruins de Boston              | États-Unis  | Dave Hynes       | Crimson d'Harvard (NCAA)              |

### Cinquième tour
| Rang | Équipe LNH                    | Nationalité | Joueur           | Repêché de                              |
| ---- | ----------------------------- | ----------- | ---------------- | --------------------------------------- |
| 57   | Golden Seals de la Californie | Canada      | Raynald Bélanger | Bruins de Shawinigan (LHJMQ)            |
| 58   | Red Wings de Détroit          | États-Unis  | Earl Anderson    | Fighting Sioux du Dakota du Nord (NCAA) |
| 59   | Canucks de Vancouver          | Canada      | Mike McNiven     | équipe junior de Halifax                |
| 60   | Penguins de Pittsburgh        | Canada      | Dave Murphy      | Fighting Sioux du Dakota du Nord (NCAA) |
| 61   | Sabres de Buffalo             | Canada      | Steve Warr       | Golden Knights de Clarkson (NCAA)       |
| 62   | Kings de Los Angeles          | Canada      | Gary Crosby      | Huskies de Michigan Tech (NCAA)         |
| 63   | North Stars du Minnesota      | Canada      | Brian McBratney  | Black Hawks de Saint Catharines (AHO)   |
| 64   | Flyers de Philadelphie        | Canada      | Don McCulloch    | Flyers de Niagara Falls (AHO)           |
| 65   | Maple Leafs de Toronto        | Canada      | Bob Sykes        | Cub-Wolves de Sudbury (AHJNO)           |
| 66   | Blues de Saint-Louis          | Canada      | Wayne Gibbs      | Centennials de Calgary (WCHL)           |
| 67   | Canadiens de Montréal         | Canada      | Mike Busniuk     | Pioneers de Denver (NCAA)               |
| 68   | Black Hawks de Chicago        | États-Unis  | Dean Blais       | Golden Gophers du Minnesota (NCAA)      |
| 69   | Rangers de New York           | Canada      | Fraser Robertson | Sugar Kings de Lethbridge (LHJA)        |
| 70   | Bruins de Boston              | Canada      | Bert Scott       | Oil Kings d'Edmonton (WCHL)             |

### Sixième tour
| Rang | Équipe LNH                    | Nationalité | Joueur           | Repêché de                            |
| ---- | ----------------------------- | ----------- | ---------------- | ------------------------------------- |
| 71   | Golden Seals de la Californie | Canada      | Gerry Egers      | Cub-Wolves de Sudbury (AHJNO)         |
| 72   | Red Wings de Détroit          | Canada      | Charlie Shaw     | Marlboros de Toronto (AHO)            |
| 73   | Canucks de Vancouver          | Canada      | Tim Steeves      | Islanders de l'Île-du-Prince-Édouard  |
| 74   | Penguins de Pittsburgh        | États-Unis  | Ian Williams     | Fighting Irish de Notre Dame (NCAA)   |
| 75   | Sabres de Buffalo             | Canada      | Pierre Duguay    | Remparts de Québec (LHJMQ)            |
| 76   | Kings de Los Angeles          | Canada      | Camille LaPierre | Canadien junior de Montréal (AHO)     |
| 77   | North Stars du Minnesota      | Canada      | Alan Globensky   | Canadien junior de Montréal (AHO)     |
| 78   | Flyers de Philadelphie        | Canada      | Yvon Bilodeau    | Bruins d'Estevan (WCHL)               |
| 79   | Maple Leafs de Toronto        | Canada      | Mike Ruest       | Royals de Cornwall (LHJMQ)            |
| 80   | Blues de Saint-Louis          | Canada      | Bernie Doan      | Centennials de Calgary (WCHL)         |
| 81   | Canadiens de Montréal         | Canada      | Ross Butler      | Jets de Winnipeg (WCHL)               |
| 82   | Black Hawks de Chicago        | Canada      | Jim Johnston     | Badgers du Wisconsin (NCAA)           |
| 83   | Rangers de New York           | Canada      | Wayne Wood       | Canadien junior de Montréal (AHO)     |
| 82   | Bruins de Boston              | Canada      | Bob McMahon      | Black Hawks de Saint Catharines (AHO) |

### Septième tour
| Rang | Équipe LNH                    | Nationalité | Joueur           | Repêché de                          |
| ---- | ----------------------------- | ----------- | ---------------- | ----------------------------------- |
| 85   | Golden Seals de la Californie | Canada      | Al Simmons       | Jets de Winnipeg (WCHL)             |
| 86   | Red Wings de Détroit          | Canada      | Jim Nahrgang     | Huskies de Michigan Tech (NCAA)     |
| 87   | Canucks de Vancouver          | États-Unis  | Bill Green       | Fighting Irish de Notre Dame (NCAA) |
| 88   | Penguins de Pittsburgh        | Canada      | Doug Elliott     | Crimson d'Harvard (NCAA)            |
| 89   | Kings de Los Angeles          | Canada      | Peter Harasym    | Golden Knights de Clarkson (NCAA)   |
| 90   | Kings de Los Angeles          | Canada      | Normand Dubé     | Castors de Sherbrooke (LHJMQ)       |
| 91   | North Stars du Minnesota      | Canada      | Bruce Abbey      | Petes de Peterborough (AHO)         |
| 92   | Flyers de Philadelphie        | Canada      | Bobby Gerrard    | Pats de Regina (WCHL)               |
| 93   | Maple Leafs de Toronto        | États-Unis  | Dale Smedsmo     | Bemidji State (NCAA)                |
| 94   | Blues de Saint-Louis          | Canada      | Dave Smith       | Pats de Regina (WCHL)               |
| 95   | Canadiens de Montréal         | Canada      | Peter Sullivan   | Generals d'Oshawa (AHO)             |
| 96   | Rangers de New York           | Canada      | Doug Keeler      | 67 d'Ottawa (AHO)                   |
| 97   | Rangers de New York           | Canada      | Jean-Denis Royal | Alouettes de Saint-Jérome (LHJMQ)   |
| 98   | Maple Leafs de Toronto        | Canada      | Steve Johnson    | Maple Leafs de Verdun (LHJMQ)       |

### Huitième tour
| Rang | Équipe LNH                    | Nationalité | Joueur        | Repêché de                          |
| ---- | ----------------------------- | ----------- | ------------- | ----------------------------------- |
| 99   | Golden Seals de la Californie | Canada      | Angus Beck    | équipe junior A de Charlottetown    |
| 100  | Red Wings de Détroit          | Canada      | Bob Boyd      | Wolverines du Michigan (NCAA)       |
| 101  | Canucks de Vancouver          | Canada      | Norm Cherrey  | Badgers du Wisconsin (NCAA)         |
| 102  | Canucks de Vancouver          | Canada      | Bob Murphy    | Royals de Cornwall (LHJMQ)          |
| 103  | Kings de Los Angeles          | Canada      | Lorne Stamler | Huskies de Michigan Tech (NCAA)     |
| 104  | Golden Seals de la Californie | Canada      | Rod Lyons     | équipe junior de Halifax            |
| 105  | North Stars du Minnesota      | Canada      | Russ Friesen  | Red Wings de Hamilton (AHO)         |
| 106  | Flyers de Philadelphie        | États-Unis  | Jerome Mrazek | Bulldogs de Minnesota-Duluth (NCAA) |
| 107  | Maple Leafs de Toronto        | Canada      | Bob Burns     | équipe des Forces canadiennes       |
| 108  | Blues de Saint-Louis          | Canada      | Jim Collins   | Bombers de Flin-Flon (WCHL)         |
| 109  | Rangers de New York           | Canada      | Gene Sobchuk  | Pats de Regina (WCHL)               |
| 110  | Rangers de New York           | Canada      | Jim Ivison    | Wheat Kings de Brandon (WCHL)       |

### Neuvième tour
| Rang | Équipe LNH               | Nationalité   | Joueur          | Repêché de                             |
| ---- | ------------------------ | ------------- | --------------- | -------------------------------------- |
| 111  | Rangers de New York      | France Canada | André Peloffy   | National de Rosemont (LHJMQ)           |
| 112  | Rangers de New York      | Canada        | Elston Evoy     | Greyhounds de Sault Ste. Marie (AHJNO) |
| 113  | North Stars du Minnesota | États-Unis    | Mike Antonovich | Golden Gophers du Minnesota (NCAA)     |
| 114  | Rangers de New York      | Canada        | Gerry Lecomte   | Castors de Sherbrooke (LHJMQ)          |

### Dixième tour
| Rang | Équipe LNH               | Nationalité | Joueur        | Repêché de                      |
| ---- | ------------------------ | ----------- | ------------- | ------------------------------- |
| 115  | Rangers de New York      | Canada      | Wayne Forsey  | Broncos de Swift Current (WCHL) |
| 116  | Rangers de New York      | Canada      | Bill Forrest  | Red Wings de Hamilton (NOJHA)   |
| 117  | North Stars du Minnesota | Canada      | Richard Coutu | National de Rosemont (LHJMQ)    |